# Santiago Salcedo
Santiago Salcedo (n. 6 septembrie 1981, Asunción, Paraguay) este un fost fotbalist paraguayan.
Între 2003 și 2017, Salcedo a jucat 6 de meciuri pentru echipa națională a Paraguayului.

## Statistici
| Paraguay | Paraguay | Paraguay |
| An       | Meciuri  | Goluri   |
| -------- | -------- | -------- |
| 2003     | 1        | 0        |
| 2005     | 2        | 0        |
| 2012     | 1        | 0        |
| 2017     | 2        | 0        |
| Total    | 6        | 0        |